# Rosemarie DeWitt
Rosemarie  DeWitt (Flushing, Queens, Nueva York; 26 de octubre de 1971) es una actriz estadounidense, nieta del boxeador Jimmy Braddock. Se graduó en la secundaria Whippany Park High School, en Whippany, Nueva Jersey, en 1989. Obtuvo un título en estudios creativos en la escuela New College de la Universidad de Hofstra, donde fue miembro de la fraternidad Alpha Phi. Además, tuvo una capacitación adicional en el Centro de Actores en Nueva York. Entre sus premios obtenidos se cuenta un premio Obie por la obra de teatro Small Tragedy.
Trabajó en la serie de televisión para cable Mad Men como Midge, la amante de Don Draper, y en la de Showtime United States of Tara, haciendo el papel de Charmaine.

## Filmografía

### Cine
| Año  | Película                                       | Director         | Personaje       |
| ---- | ---------------------------------------------- | ---------------- | --------------- |
| 2005 | Cinderella Man                                 | Ron Howard       | Sara Wilson     |
| 2008 | La boda de Rachel                              | Jonathan Demme   | Rachel          |
| 2009 | Margaret                                       | Kenneth Lonergan | Sra. Marretti   |
| 2010 | The Company Men                                | John Wells       | Maggie Walker   |
| 2011 | A Little Bit of Heaven (Un pedacito del cielo) | Nicole Kassell   | René            |
| 2011 | El amigo de mi hermana                         | Lynn Shelton     | Hannah          |
| 2012 | The Watch                                      | Akiva Schaffer   | Abby Trautwig.  |
| 2012 | The odd life of Timothy Green                  | Peter Hedges     | Brenda Best     |
| 2012 | Promised land                                  | Gus Van Sant     | Alice           |
| 2013 | Touchy feely                                   | Lynn Shelton     | Abby            |
| 2014 | Men, Women & Children                          | Jeison Reitman   | Hellen Truby    |
| 2014 | Kill the Messenger                             | Michael Cuesta   | Susan Webb      |
| 2015 | Poltergeist                                    | Gil Kenan        | Amy Bowen       |
| 2016 | La La Land                                     | Damien Chazelle  | Laura Wilder    |
| 2024 | Smile 2                                        | Parker Finn      | Elizabeth Riley |

### Televisión
| Año         | Título                              | Rol              | Notas                |
| ----------- | ----------------------------------- | ---------------- | -------------------- |
| 2001        | Law & Order: Special Victims Unit   | Gloria Palmera   | 1 episodio           |
| 2003        | Sex and the City                    | Fern             | 1 episodio           |
| 2005        | The Commuters                       | Trisha           | Película para TV     |
| 2005        | Rescue Me (serie de televisión)     | Heather          | 2 episodios          |
| 2006        | Love Monkey                         | Abby Powell      | 1 episodio           |
| 2006 - 2007 | Standoff (serie de televisión)      | Emily Lehman     | 18 episodios         |
| 2007, 2010  | Mad Men                             | Midge Daniels    | 7 episodios          |
| 2009 - 2011 | United States of Tara               | Charmaine Craine | 36 episodios         |
| 2014        | Olive Kitteridge                    | Rachel Coulson   | 2 episodios          |
| 2016 - 2017 | The Last Tycoon                     | Rose Brady       | 9 episodios          |
| 2017        | Black Mirror                        | Marie            | Episodio: "Arkangel" |
| 2020        | Little Fires Everywhere (Miniserie) | Linda McCullough | Miniserie de TV      |
| 2024        | The Boys                            | Daphne Campbell  | 4 episodios          |
| 2025        | Untamed                             | Jill Bodwin      | 6 episodios          |

## Premios

### Satellite Awards[1]
| Año  | Categoría               | Película          | Resultado |
| ---- | ----------------------- | ----------------- | --------- |
| 2008 | Mejor Actriz de reparto | La boda de Rachel | Ganadora  |